# Martina Colombari
Martina Colombari (Riccione, 10 luglio 1975) è un'attrice, conduttrice televisiva ed ex modella italiana, eletta Miss Italia 1991.

## Biografia
Martina Colombari nasce a Riccione nel 1975 e consegue la maturità scientifica. Nell'ottobre 1991, a 16 anni, subito dopo essere stata eletta Miss Italia, viene chiamata dall'agenzia internazionale di modelle Riccardo Gay Model Management e viene inserita tra le top models internazionali dell'epoca. Lavora per Giorgio Armani, Gianni Versace, Blumarine, Roberto Cavalli e molti altri; in seguito partecipa ai più importanti eventi di moda televisivi del periodo, come Donna sotto le stelle nella cornice di Piazza di Spagna e successivamente Piazza Navona, preludio di Altaroma. È la nona più giovane Miss Italia eletta, dal 1947 al 2001, ultimo anno in cui le Miss potevano iscriversi al concorso minorenni, dopo Anna Kanakis, Susanna Huckstep, Patrizia Nanetti, Lucia Bosè, Anna Maria Bugliari, Paola Bresciano, Cinzia Lenzi ed Eleonora Benfatto.
Inizia così una ventennale carriera nella moda, che la porta a lavorare con i più grandi fotografi del mondo e le più importanti maison. Presta la sua immagine a numerosi marchi per campagne pubblicitarie di abbigliamento, accessori, cosmetici e prodotti di lusso. È presente costantemente su testate italiane di moda e lusso come Vanity Fair, Grazia, Lampoon e Style. Parallelamente inizia a lavorare in televisione con il ruolo di co-conduttrice in vari programmi: Un disco per l'estate, Vota la voce, Super, Juve centus, Controcampo, Goleada e Galagoal. Dopo aver studiato dizione con l'attrice Giorgia Trasselli, nel 1991 debutta come attrice nel film Abbronzatissimi, per la regia di Bruno Gaburro, a cui seguono Paparazzi (1998) di Neri Parenti, Quello che le ragazze non dicono (2000) diretto da Carlo Vanzina, She, per la regia di Timothy Bond.

Martina Colombari eletta Miss Italia 1991

Nel 2002 esordisce come attrice televisiva nella serie tv di Canale 5, Carabinieri, in cui è "Gioia Capello", ruolo che ha anche in Carabinieri 2. L'anno successivo è protagonista nel ruolo della nutrizionista "Carlotta Wilson" nella terza stagione di Un medico in famiglia. Nel 2004 è su Rai 2 come protagonista della serie Diritto di difesa. Nel 2006 delle due stagioni della sit-com Radio Sex, trasmesse da Alice Home TV e poi dal canale satellitare SKY Show, oltre ad apparire su Canale 5 in alcuni episodi de I Cesaroni. Nel 2008 ritorna a interpretare il ruolo di "Gioia Capello" nella sesta stagione di Carabinieri, e di "Rachele" nella seconda stagione de I Cesaroni. Nello stesso anno è tra gli interpreti della miniserie tv di Rai 1, Fidati di me, regia di Gianni Lepre, e del film tv di Canale 5, VIP, regia di Carlo Vanzina.
Nel 2009 partecipa come guest star ad un episodio della fiction Rai Don Matteo 7 con Terence Hill e Nino Frassica, in onda a partire da settembre. Nel 2010 è interprete di Al di là del lago, fiction di Canale 5 e, nello stesso anno, è protagonista della fiction Il restauratore, per Rai 1 con Lando Buzzanca, per la regia di Giorgio Capitani e Laura Basile. Nel novembre 2010 firma la mostra fotografica Martina_invisibile, autoritratti scattati dalla stessa Colombari, come soggetto principale, che vengono esposti poi a Milano allo Spazio Forma su progetto di Settimio Benedusi e a cura di Dennis Curti. Il 16 febbraio 2011 esce il libro autobiografico La vita è una, scritto in collaborazione con Luca Serafini, edito da Rizzoli.
Nel 2011 partecipa come concorrente del talent show Baila!, condotto su Canale 5 da Barbara D'Urso, ballando in coppia con il nuotatore Luca Marin. Sempre nello stesso anno interpreta nuovamente il ruolo di "Maddalena" nella serie televisiva Il restauratore, in onda dall'8 gennaio 2012 su Rai 1. Nel marzo 2012 ha girato il film Barbara ed io, con la regia di Raffaele Esposito, in cui recitano anche Blas Roca-Rey e Michelangelo Rossi; la pellicola non è mai stata proiettata nelle sale.
Nel 2014 esce il film Bologna 2 agosto - i giorni della collera per la regia di Giorgio Molteni con Giuseppe di Maggio e Lorenzo Flaherty. Recita nel musical La febbre del sabato sera al Teatro Nazionale di Milano (2012-2013) e in The Best of Musical - Tour Nazionale 2014. È ambassador per EXPO 2015 - Nutrire il pianeta, energia per la vita. Partecipa nel 2016 alla fiction TV Untraditional di Fabio Volo su Nove. Nel 2016 conduce il Golden Foot Awards Monte Carlo.
Anche il 2017 vede Martina Colombari impegnata attivamente su più fronti. A livello lavorativo, partecipa come giurata a The Dot Circle (2017), seconda edizione del premio letterario dedicato al docu-fiction, racconto tra cronaca e finzione. Al Campidoglio di Roma, è stata la Madrina del Premio De Sanctis per la saggistica. Per la prima volta Martina e il suo marito sono sul palco insieme come ospite e relatrice a il Tempo delle Donne, evento del Corriere della Sera. Parallelamente porta avanti il suo impegno sociale, dedicandosi alla fondazione Francesca Rava NPH Italia, partecipando come attivista a Every Child is my Child e alla scrittura del libro omonimo insieme a molti altri artisti.
Nel 2018 partecipa come ospite e relatrice ai "BedTalks" per il lancio del primo Student Hotel in Italia a Firenze. Partecipa inoltre come relatrice alla conferenza annuale Rapporto di Responsabilità Sociale d'Impresa del gruppo Ferrero con il Comitato Olimpico Nazionale Italiano (Coni). Sempre nello stesso anno, Martina Colombari è testimonial del lancio della nuova Classe A Mercedes Benz.

## Vita privata
È stata fidanzata con Alberto Tomba dal 1991 al 1995. Successivamente si è legata sentimentalmente ad Alessandro Costacurta, ex difensore del Milan, con il quale si è sposata il 16 giugno 2004 e dal quale ha avuto un figlio che ha chiamato Achille.

## Impegno sociale
Dal 2007 è volontaria in prima linea e testimonial per la fondazione Francesca Rava NPH Italia.
Partecipa come attivista al progetto Every Child Is My Child ed è co-autrice del libro omonimo, insieme a molti altri artisti.
Partecipa come ospite e relatrice al progetto Una vita da social, una campagna realizzata dalla Polizia di Stato in collaborazione con il Ministero dell’Istruzione, dell’Università e della Ricerca (2018).
Partecipa come supporter delle attività al progetto di sensibilizzazione sui disturbi alimentari a Villa Miralago - Centro per la cura DCA (2018 - ).
Partecipa attivamente al progetto Giochi senza barriere con Bebe Vio con art4sport Onlus in supporto allo sport come terapia per il recupero fisico e psicologico dei bambini e dei ragazzi portatori di protesi di arto.

## Filmografia

### Cinema
- Abbronzatissimi, regia di Bruno Gaburro (1991)
- Paparazzi, regia di Neri Parenti (1998)
- Quello che le ragazze non dicono, regia di Carlo Vanzina (2000)
- She, regia di Timothy Bond (2001)
- Bologna 2 agosto ...i giorni della collera, regia di Giorgio Molteni (2014)
- Barbara ed io, regia di Raffaele Esposito (2015)
- Martina sa nuotare, regia di Giorgio Molteni – cortometraggio (2019)

### Televisione
- Carabinieri – serie TV, 25 episodi (2002-2007)
- Un medico in famiglia – serie TV (2003)
- Diritto di difesa – serie TV, episodio 1x02-1x03 (2004)
- Radio Sex – serie TV (2006)
- I Cesaroni – serie TV, 11 episodi (2006-2008)
- Fidati di me, regia di Gianni Lepre – miniserie TV (2008)
- VIP, regia di Carlo Vanzina – film TV (2008)
- Camera Café – serie TV, episodio 4x279 (2008)
- Così fan tutte – serie TV, episodio 1x05 (2009)
- Don Matteo – serie TV, episodio 7x22 (2009)
- Al di là del lago – serie TV, 8 episodi (2010-2011)
- Il restauratore – serie TV, 12 episodi (2012)
- Untraditional – serie TV, episodio 1x04 (2016)

## Teatro
- La febbre del sabato sera (Teatro Nazionale, Milano 2012-2013)
- The Best of Musical (2014)[4]
- Montagne russe di Éric Assous, regia di Marco Rampoldi (2019)
- Fiori d'acciaio regia di Michela Andreozzi (2024).[5]

## Programmi televisivi
- Miss Italia (Rai 1, 1991 Concorrente, vincitrice, 1998, 2019  Giurata)
- Donna sotto le stelle (Rai 1, 1992) Modella
- Un disco per l'estate (Rai 1, 1994)
- Super (Canale 5, 1996)
- Galagol (Telemontecarlo, 1996-1997)
- Vota la voce (Canale 5, 1997)
- Primo Star Festival di Montecarlo (Telemontecarlo, 1997)
- Sogni d'Estate - Moda e Musica da San Marino (Telemontecarlo, 1997)
- Goleada (Telemontecarlo, 1997-1998)
- Juve centus (Italia 1, 1997)
- Controcampo (Italia 1, 1998-1999)
- Premio Regia Televisiva (Rai 1, 2000)
- Juventus - Una squadra per amico (Rai 1, 2003)
- Premio Campiello (Rai 1, 2006)
- Baila! (Canale 5, 2011) Concorrente
- Alessandro Borghese - Celebrity Chef (TV8, 2022) - concorrente
- Pechino Express 10 (Sky Uno, 2023) Concorrente
- GialappaShow (TV8, 2023) Co-conduttrice

### Web
- Miss Italia (MissItalia.it, 2024) Giurata

## Pubblicità
- Roncato 1 (2009)
- Santangelica (2010-2012)
- Dentifricio AZ (2010-2011)
- Oroblu campagna (2010-2011)
- Bronzallure (2016)
- Estée Lauder Brand Ambassador (2016)
- Bailey's Chocolate (2016-2019)
- Bronzallure (2017)
- Sky TV "Serie TV" (2017)
- Swisse integratori (2018)

## Calendari
- Panorama (2002)
- Campari (2006)
- San Felice sul Panaro - The day after (2014)

## Libri
- La vita è una (2011)[6]